# Chiara
Chiara  è un nome proprio di persona italiano femminile.

## Varianti
- Femminili: Clara[1][2][3], Clarissa
  - Alterati: Chiarina[2][3],  Chiarella, Chiaretta[2], Claretta[3]
  - Composti: Chiarastella[1], Chiaristella[2], Maria Chiara[4], Anna Chiara
- Maschili: Chiaro[1][2], Claro[1][2]

### Varianti in altre lingue
- Catalano: Clara[3]
- Ceco: Klára[3]
- Croato: Klara[3]
- Danese: Klara[3]
- Finlandese: Klaara
- Francese: Claire[3], Clare
  - Maschili: Clair[3]
- Greco moderno: Κλάρα (Klara)
- Inglese: Clara[3][5], Clare[3][5], Claire[3][5], Clair[3], Kiara[3]
  - Alterati: Clarette[3]
  - Maschili: Clair[3]
- Latino: Clara[2][3][5]
  - Maschili: Clarus[2][3]
- Lettone: Klāra[3]
- Ligure: Ciæa[6]
- Norvegese: Klara[3]
- Olandese: Clara, Claar
- Polacco: Klara[3]
- Portoghese: Clara[3]
- Rumeno: Clara[3]
- Russo: Клара (Klara)[3]
- Spagnolo: Clara[3]
- Slovacco: Klára
- Sloveno: Klara[3]
- Svedese: Klara[3]
- Tedesco: Klara[3], Clara[3]
- Ucraino: Клара (Klara)[3]
- Ungherese: Klára[3]

## Origine e diffusione
Deriva dall'aggettivo latino di età imperiale clarus, ovvero "luminoso", "chiaro" (poi esteso, in senso figurato, a "illustre", "famoso"); è quindi analogo per significato ai nomi Clarenzio (a cui è correlato anche etimologicamente), Fedra, Niamh, Jasna, Zahra e Berta.
Portato al maschile da alcuni fra i primi santi, si diffuse al femminile grazie alla devozione verso santa Chiara d'Assisi e, secondariamente, santa Chiara da Montefalco.
Chiara è, secondo l'ISTAT, uno dei nomi più diffusi tra le nuove nate nei primi anni del XXI secolo in Italia, essendo il terzo nome più scelto dai neo-genitori nel 2004 e il quinto nel 2006. In inglese è in uso fin dal Medioevo, in origine nella forma Clare, che venne per gran parte sostituita dalla forma Clara nel corso del XIX secolo. La variante inglese Kiara (che potrebbe anche essere una variante di Ciara) prese ad essere usata nel 1988, quando il gruppo musicale Kiara cantò la canzone This Time, e fu poi reso più celebre dal suo utilizzo nel film Disney Il re leone II - Il regno di Simba. È ben attestato in tutta Italia, con una leggera prevalenza nel Nord e in Toscana.

## Onomastico

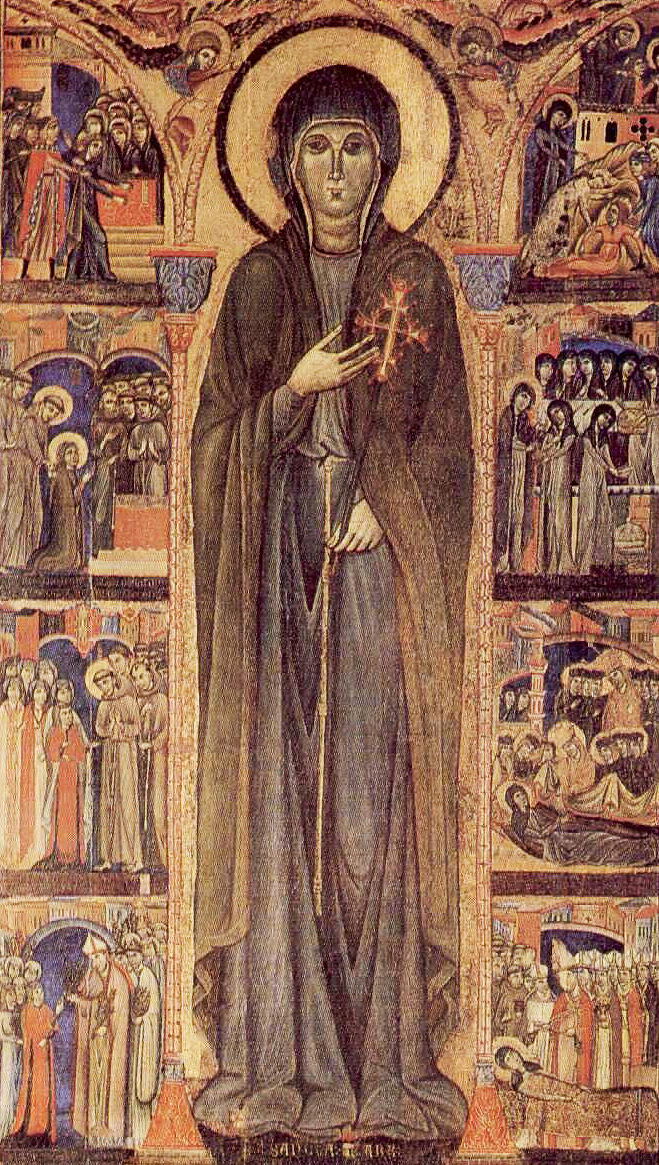
Santa Chiara d'Assisi

L'onomastico ricorre l'11 agosto in ricordo di santa Chiara d'Assisi, seguace di san Francesco e fondatrice delle clarisse; sono comunque numerosi i santi, le sante e le beate che portano questo nome, e tra questi si possono ricordare, alle date seguenti:
- 1º gennaio, san Chiaro, abate presso Vienne[10]
- 4 gennaio, beata Chiara da Ugarte, vergine mercedaria[10]
- 10 febbraio, beata Chiara da Rimini, suora clarissa[10]
- 17 aprile, beata Chiara Gambacorti, domenicana[10]
- 20 aprile, beata Chiara Bosatta, cofondatrice della congregazione delle Figlie di Santa Maria della Divina Provvidenza[10]
- 9 luglio, santa Maria Chiara, suora francescana, martire in Cina[10]
- 28 luglio, beata Chiara, al secolo Sancia di Maiorca, regina di Sicilia[10]
- 1º agosto, beata Chiara d'Orléans, monaca cistercense[10]
- 17 agosto, santa Chiara da Montefalco, badessa dell'Ordine degli Eremitani di Sant'Agostino[10]
- 29 ottobre, beata Chiara "Luce" Badano, giovane focolarina[10]
- 10 ottobre, san Chiaro di Nantes, vescovo[10]
- 4 novembre, san Chiaro, martire[10]
- 8 novembre, san Chiaro di Tours, discepolo di san Martino[10]

## Persone
- Chiara, cantante italiana

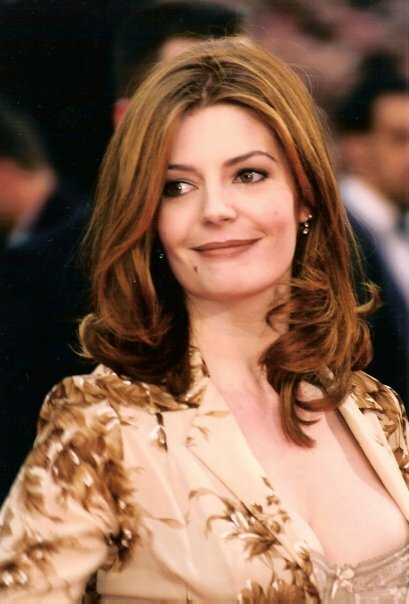
Chiara Mastroianni

- Chiara d'Assisi, religiosa e santa italiana
- Chiara Amirante, scrittrice italiana
- Chiara Badano, beata italiana
- Chiara Caselli, attrice, regista e fotografa italiana
- Chiara Civello, cantautrice italiana
- Chiara Ferragni, imprenditrice, blogger e designer italiana
- Chiara Francini, attrice e conduttrice televisiva italiana
- Chiara Iezzi, cantante italiana
- Chiara Lubich, fondatrice del Movimento dei Focolari
- Chiara Mastalli, attrice italiana
- Chiara Mastroianni, attrice francese
- Chiara Moroni, politica italiana
- Chiara Rosa, atleta italiana
- Chiara Schoras, attrice tedesca

### Variante Clara
- Clara, cantante italiana
- Clara Auteri, attrice italiana

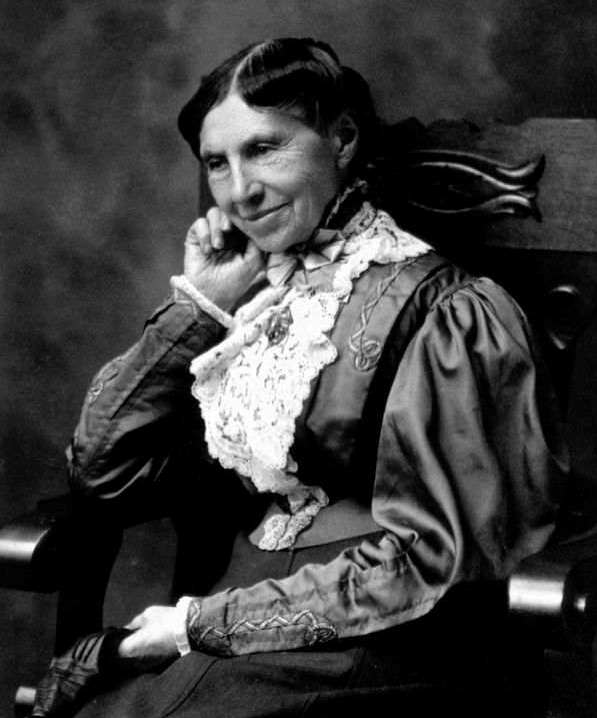
Clara Barton

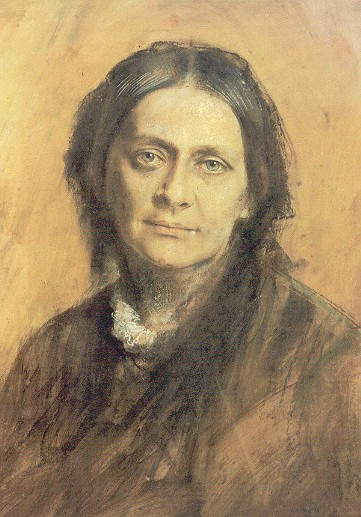
Clara Schumann

- Clara Barton, insegnante statunitense
- Clara Betner, cantante lirica italiana
- Clara Bindi, attrice e doppiatrice italiana
- Clara Blandick, attrice statunitense
- Clara Bow, attrice statunitense
- Clara Butt, contralto britannico
- Clara Calamai, attrice italiana
- Clara Haskil, pianista svizzera
- Clara Hughes, ciclista su strada, pistard e pattinatrice di velocità su ghiaccio canadese
- Clara Louise Kellogg, soprano statunitense
- Clara Kimball Young, attrice e produttrice cinematografica statunitense
- Clara Lollini, chimica italiana
- Clara Maffei, patriota e mecenate italiana
- Clara Moroni, cantante e compositrice italiana
- Clara Nunes, cantante brasiliana
- Clara Petacci, detta Claretta, amante di Benito Mussolini
- Clara Petrella, soprano italiano
- Clara Rockmore, musicista lituana
- Clara Rojas, avvocato e politica colombiana
- Clara Schumann, pianista e compositrice tedesca
- Clara Zetkin, politica tedesca

### Variante Clare

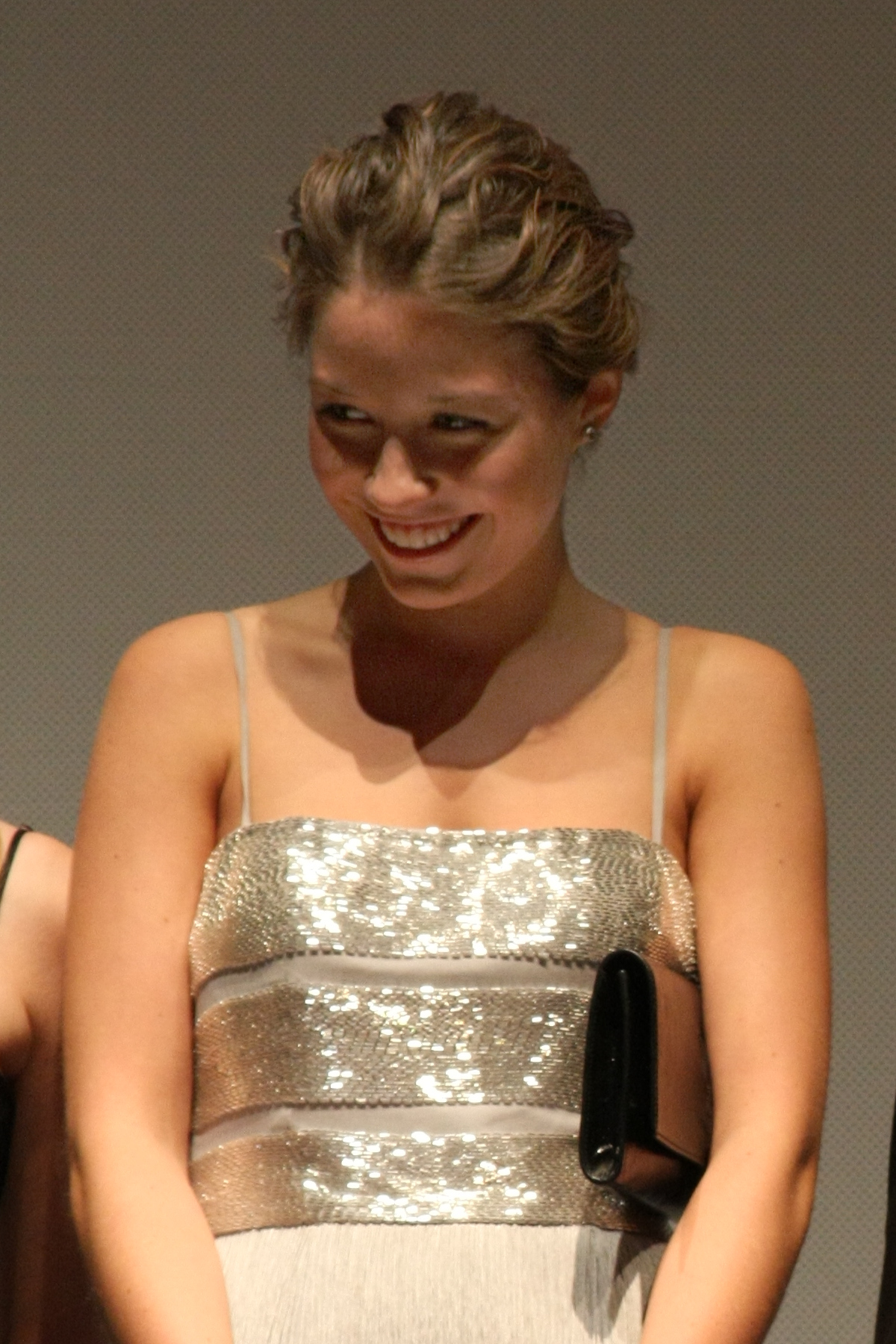
Clare Stone

- Clare Boothe Luce, scrittrice, giornalista e ambasciatrice statunitense
- Clare Carey, attrice statunitense
- Clare Dennis, nuotatrice australiana
- Clare Kramer, attrice statunitense
- Clare Maguire, cantautrice britannica
- Clare Ann Matz, musicista, regista, pittrice, conduttrice televisiva statunitense
- Clare Stone, attrice canadese
- Clare Torry, cantante e vocalist britannica
- Clare West, costumista statunitense

### Variante Claire

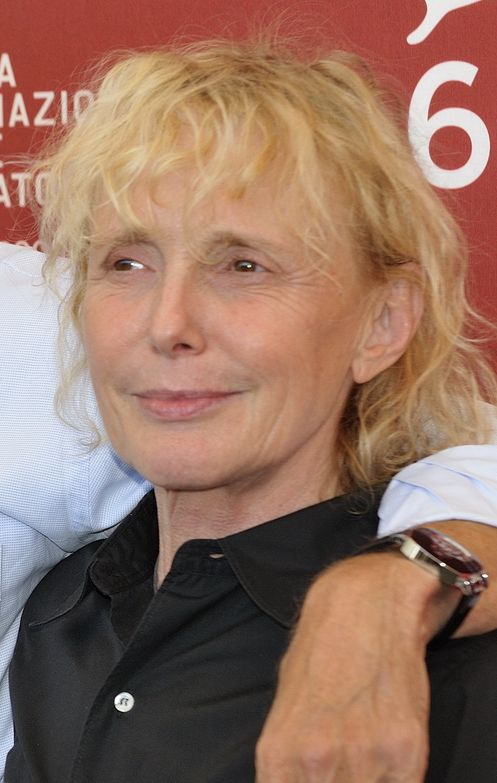
Claire Devers

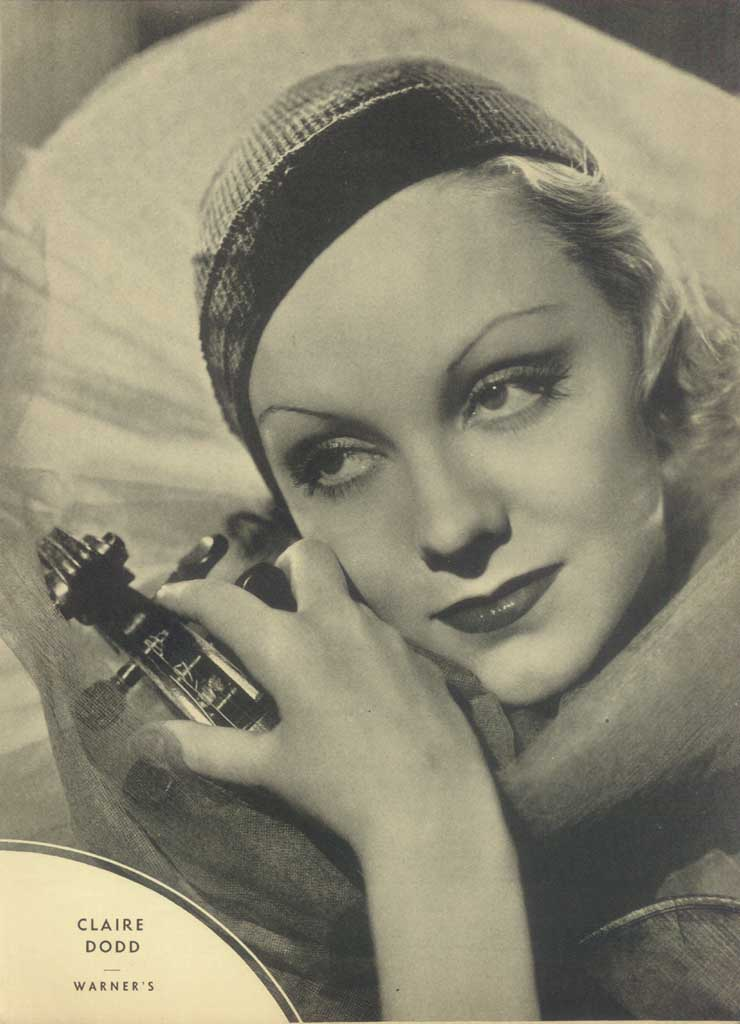
Claire Dodd

- Claire Armstrong, astronoma britannica
- Claire Augros, schermitrice francese
- Claire Berlinski, saggista e giornalista statunitense
- Claire Bloom, attrice britannica
- Claire Borotra, attrice francese
- Claire Bretécher, fumettista francese
- Claire Coffee, attrice statunitense
- Claire Danes, attrice statunitense
- Claire Dautherives, sciatrice alpina francese
- Claire de Duras, scrittrice francese
- Claire del Belgio, moglie di Lorenzo del Belgio
- Claire Démar, femminista francese
- Claire Denis, regista, sceneggiatrice e attrice francese
- Claire Devers, regista e sceneggiatrice francese
- Claire Dodd, attrice statunitense
- Claire Forlani, attrice britannica
- Claire Foy, attrice britannica
- Claire M. Fraser, microbiologa statunitense
- Claire Guo, cantante taiwanese
- Claire Holt, attrice australiana
- Claire Luce, attrice e ballerina statunitense
- Claire McCaskill, politica statunitense
- Claire McDowell, attrice statunitense
- Claire Elizabeth Smith, modella britannica
- Claire Trevor, attrice statunitense
- Claire Waldoff, cantante e cabarettista tedesca
- Claire Whitney, attrice statunitense
- Claire Windsor, attrice statunitense

### Altre varianti femminili
- Chiaretta Gelli, cantante e attrice italiana
- Kiara Kabukuru, modella ugandese naturalizzata statunitense
- Klára Křížová, sciatrice alpina ceca
- Claretta Muci, giornalista italiana
- Klara Pölzl, madre di Adolf Hitler
- Kiara Tomaselli, attrice italiana
- Klára Zakopalová, tennista ceca

### Varianti maschili
- Clair Bee, allenatore di pallacanestro statunitense
- Claire Chennault, generale e aviatore statunitense
- Chiaro Davanzati, poeta italiano
- Chiaro di Nantes, vescovo e santo francese
- Clair Patterson, geochimico statunitense

## Il nome nelle arti

### Letteratura
- Chiara Uzeda, marchesa di Villardita, è un personaggio del romanzo di Federico De Roberto I Viceré.
- Chiarina Savastano è la protagonista femminile della commedia di Eduardo De Filippo Bene mio e core mio.
- Clara è un personaggio del romanzo di Michel Faber Clara e l'Uomo dei Topi.
- Clara del Valle è una delle protagoniste del romanzo di Isabel Allende La casa degli spiriti, e dell'omonimo film da esso tratto del 1993, diretto da Bille August.
- Clara è la protagonista del romanzo di Octave Mirbeau Il giardino dei supplizi.
- Klara (o Clara) Sesemann è un personaggio del romanzo di Johanna Spyri Heidi, e di tutte le opere da esso tratte.
- Claire Fraser è la protagonista della saga Outlander di Diana Gabaldon.

### Cinema e animazione
- Chiara è un personaggio del film del 1982 Io, Chiara e lo Scuro, diretto da Maurizio Ponzi.
- Kiara è un personaggio del film del 1998 Il re leone II - Il regno di Simba, diretto da Darrell Rooney.
- Claire SquarePants è un personaggio della serie animata SpongeBob.
- Claire Stanfield è un protagonista della serie animata Baccano!.
- Clara Clayton è un personaggio della trilogia cinematografica Ritorno al futuro.
- Claire è un personaggio che da il nome al film del 1970 di Éric Rohmer, Il ginocchio di Claire.
- Clara è un personaggio del cartone Barbie e lo schiaccianoci.
- Claire Ibbetson è un personaggio del film del 2013 La migliore offerta, diretto da Giuseppe Tornatore.

### TV
- Claire Bennet è un personaggio della serie televisiva Heroes.
- Claire Littleton è un personaggio della serie televisiva Lost.
- Claire Underwood è un personaggio della serie televisiva House of Cards.
- Claire Meade è un personaggio della serie televisiva Ugly Betty.
- Claire Miller è un personaggio della serie televisiva statunitense Lizzie McGuire.
- Claire Robinson è un personaggio della serie televisiva I Robinson.
- Clara Oswald è un personaggio della serie televisiva britannica Doctor Who.
- Clara Sheller è la protagonista dell'omonima serie televisiva francese.
- Alles Klara è una serie televisiva tedesca, con l'attrice Wolke Hegenbarth nel ruolo della protagonista Klara Degen[11].
- Claire Fraser è la protagonista della serie televisiva Outlander.

### Musica
- A Chiara piace vivere è una canzone dei Gemelli Diversi.
- Chiara è il titolo di due canzoni, una di Andrea Bocelli e l'altra di Nino D'Angelo.
- Claire è il titolo di una canzone del cantautore Gilbert O'Sullivan.
- Chiara è una canzone di Alessandro Mara.
- Chiara è una canzone dei Rats.
- Chiara è una canzone di Tony Effe.

### Fumetti e videogiochi
- Chiara è un personaggio della serie Pokémon.
- Claire è un personaggio del manga Claymore.
- Clara Clain è un personaggio dei fumetti della serie Rat-Man.
- Clara Cluck è il nome originale di Chiquita, personaggio Disney.
- Claire Redfield è un personaggio della serie di videogiochi Resident Evil.
- Claire Folley è un personaggio della serie di videogiochi Professor Layton.